# Викимедиец года
Викимедиец года (вариант названия — викимедист года) — награда, ежегодно вручаемая основателем Википедии Джимми Уэйлсом в знак признания значительных достижений в рамках глобального движения Викимедиа, сделанных отдельным участниками. Премия, учреждённая в 2011 году, традиционно вручается на Викимании. Среди получателей — Рауан Кенжеханулы, Реми Матис, Игорь Костенко, Эмили Тэмпл-Вуд, Рози Стивенсон-Гуднайт, Феликс Нарти и Фархад Фаткуллин.

## Получатели
| Год  | Получатель                                        | Получатель             | Основной проект                                                      | Примечания |
| ---- | ------------------------------------------------- | ---------------------- | -------------------------------------------------------------------- | --- |
| 2011 | Rauan in 2011                                     | Рауан Кенжеханулы      | Казахская Википедия                                                  | Кенжеханулы был награждён за набор стабильного сообщества для улучшения казахской Википедии, которое за год выросло с 4 до более чем 200 активных редакторов, а раздел вырос с 7000 до 130 000 статей. Уэйлс подвергся критике со стороны ряда Википедийцев в связи с тем, что Кенжеханулы был связан с правительством Казахстана. |
| 2012 | -                                                 | «Demmy»                | Википедия на языке йоруба                                            | Demmy создал бота, который перевёл 15 000 коротких англоязычных статей на язык йоруба, на котором говорят в Нигерии. |
| 2013 | Rémi Mathis in 2012                               | Реми Матис             | Французская Википедия                                                | Получил за свою роль в полемике вокруг французской статьи «Военная радиостанция Пьер-сюр-От». |
| 2014 | Ihor Kostenko in 2013                             | Игорь Костенко         | Украинская Википедия                                                 | Костенко, активист Евромайдана, был редактором украинской Википедии и активно пропагандировал её на сайтах социальных сетей. Он был убит во время акции протеста 20 февраля 2014 года и получил награду посмертно. |
| 2015 | -                                                 | неизвестный            | Викисклад                                                            | Уэйлс наградил анонимного редактора из Венесуэлы in pectore, который был выслан за размещение фотографий антиправительственных протестов. |
| 2016 | Emily Temple-Wood in 2015                         | Эмили Тэмпл-Вуд        | Английская Википедия                                                 | Впервые награда была вручена сразу двоим, за их усилия по борьбе с преследованиями в Википедии, а также по расширению её охвата за счёт материалов об известных женщинах. Тэмппл-Вуд создала около 400 и улучшила более ста статей, многие из которых посвящены женщинам-учёным, ЛГБТ и здоровью женщин. Стивенсон-Гуднайт улучшила более 3000 статей, стала одним из сооснователей пространства для приветствия на сайте новых участников, а также выступила соучредителем женских информационно-просветительских проектов, включая «WikiWomen’s User Group», «WikiProject Women» и кампании «Women in Red». |
| 2016 | Rosie Stephenson-Goodknight in 2015               | Рози Стивенсон-Гуднайт | Английская Википедия                                                 | Впервые награда была вручена сразу двоим, за их усилия по борьбе с преследованиями в Википедии, а также по расширению её охвата за счёт материалов об известных женщинах. Тэмппл-Вуд создала около 400 и улучшила более ста статей, многие из которых посвящены женщинам-учёным, ЛГБТ и здоровью женщин. Стивенсон-Гуднайт улучшила более 3000 статей, стала одним из сооснователей пространства для приветствия на сайте новых участников, а также выступила соучредителем женских информационно-просветительских проектов, включая «WikiWomen’s User Group», «WikiProject Women» и кампании «Women in Red». |
| 2017 | Felix Nartey in 2017                              | Феликс Нарти           | Английская Википедия                                                 | Нарти добавляет контент о своей родной стране, Гане, и ведёт ряд инициатив по продвижению важности редактирования Википедии. В своём поздравлении Уэйлс отметил, что Нарти сыграл ведущую роль в организации 2-й конференции «Wiki Indaba conference 2017» в Аккре (Гана) и играет решающую роль в развитии местных сообществ в Африке. |
| 2018 | Фархад Фаткуллин в 2017-м году                    | Фархад Фаткуллин       | Татароязычный и иные разделы Википедии на региональных языках России | Фархад энергично ведёт общественную организационную работу среди представителей сообществ, говорящих на региональных языках России, выходя далеко за пределы родного татарского языка. Он также свободно владеет английским языком, что в итоге поспособствовало наведению мостов между этими сообществами и более обширным движением — после многих лет изоляции. Он мыслит нуждами сообщества, всегда готов помочь, дружелюбен, и действительно привержен нашим задачам и этническому многообразию. |
| 2019 | Эмна Мизуни в 2019-м году                         | Эмна Мизуни            | Арабская Википедия                                                   | Мизуни была объявлена «Викимедийцем года» «в признание воодушевляющего других вклада в развитие международного Движения Викимедиа, в частности, в среде арабоязычного и африканского сообществ, а также непрерывной работы в деле повышения осведомлённости о богатой истории и культуре Туниса». |
| 2020 | Эмна Мизуни в 2019-м году                         | Сандистер Тей          | Английская Википедия                                                 | Объявление «Викимедийца года» в 2020 году впервые прошло в формате онлайн из-за ограничений, связанных с пандемией COVID-19. Сандистер активно создавала статьи в Википедии о последствиях пандемии COVID-19 в Гане. Также она занимается активной популяризацией вики-движения в своей стране — за последние годы группа участников «Викимедиа Гана» добилась права на рассмотрение возможности создания региональной организации Викимедиа (по состоянию на 2020 год во всей Африке таким статусом обладает только «Викимедиа ЮАР»).                                                                        |
| 2021 | Алаа Наджар в 2019-м году                         | Алаа Наджар            | Арабская Википедия                                                   | За работу над арабской Википедией и над медицинскими проектами, особенно над проектом COVID-19. |
| 2022 | Ольга Паредес в 2017-м году                       | Ольга Паредес          | Испанская Википедия                                                  | За участие в проектах Wikimujeres и Wikimedistas de Bolivia. |
| 2023 | Тауфик Росман в 2022-м году                       | Тауфик Росман          | Викиданные, Малайский Викисловарь                                    | За огромный вклад в малайский Викисловарь и за помощь в формировании позитивного сообщества малайзийских редакторов Викимедиа. |
| 2024 | Ханна Кловер на церемонии открытия Викимании 2024 | Ханна Кловер           | Английская Википедия                                                 | За поддержку новых редакторов и редакторов со смартфонов. Также она собрала более 200 историй редакторов Википедии в рамках своего проекта «editor reflections». |

### Почётные грамоты
| Год  | Получатель | Получатель      | Основной проект                              | Примечания |
| ---- | ---------- | --------------- | -------------------------------------------- | --- |
| 2015 |            | Сусанна Мкртчян | Армянская Википедия                          | За оффвики-мероприятия, включая кампании по редактированию и молодёжный лагерь. |
| 2015 |            | Сатдип Гилл     | Панджаби Википедия                           | Усилия Гилла по поощрению людей в своём университете к редактированию панджаби Википедии, сделавшие ей наиболее быстро растущей из индийских Википедий в этом году.                                                                                                 |
| 2016 |            | Mardetanha      | Персидская Википедия                         | Создал раздел проекта «Библиотека Википедии» на персидском языке. |
| 2016 |            | Вася Атанасова  | Болгарская Википедия                         | Учредила конкурс «#100wikidays» в виде вызова редакторам по созданию одной статьи Википедии в день в течение ста дней. |
| 2017 | -          | Диего Гомес     |                                              | Колумбийский студент, который был привлечён к ответственности за нарушение авторских прав после того, как поделился академической статьёй в интернете. Позже он был оправдан.                                                                                       |
| 2018 |            | Нахид Султан    | Бенгальская Википедия                        | [ 13 ] |
| 2018 |            | Джесс Уэйд      | Английская Википедия                         | Начала годичный проект по добавлению в Википедию статей о недостаточно представленных учёных/инженерах. Проект реализован уже более чем наполовину, генерируя огромные положительные отзывы в Твиттере.                                                             |
| 2021 |            | Нета Хуссейн    | Английская Википедия, Малайламская Википедия | Хуссейн — практикующий врач из Индии. Она внесла вклад в медицинский контент для проектов Викимедиа, сосредоточив большую часть своих усилий в 2020—2021 годах на освещении COVID-19. Она также запустила проект о вакцинах для борьбы с дезинформацией о COVID-19. |
| 2021 |            | Кармен Алькасар | Испанская Википедия                          | За работу по сокращению гендерного разрыва в испанской Википедии. |
| 2022 |            | Анна Торрес     | Испанская Википедия                          | |
| 2023 |            | Антон Процюк    | Украинская Википедия                         | |